# Таврион (Батозский)
Архимандрит Таврион (в миру Тихон Данилович Батозский, в ряде документов Ботосский; 10 [22] августа 1898 или 1898, Краснокутск, Харьковская губерния — 13 августа 1978, Спасо-Преображенская пустынь) — архимандрит Русской православной церкви.

## Биография
Родился в семье казначея городской управы. Был шестым ребёнком в многодетной семье (всего в ней было десять сыновей). Получил образование в земской школе в 1906—1909 годы, затем в учительской семинарии. С восьми лет прислуживал в церкви, с детства мечтал о поступлении в монастырь.
В январе 1913 года ушёл в Глинскую пустынь, где трудился в иконописной мастерской под руководством о. Серафима (Амелина), учился на миссионерских курсах.
Во время Первой мировой войны был призван в армию, после её окончания вернулся в Глинскую пустынь. В 1920 году был пострижен в монашество.
В 1922 году Глинская пустынь была закрыта, и монах Таврион уехал в Москву, где поселился в Новоспасском монастыре. С 1923 — иеродиакон, с 1925 года — иеромонах. Окончил в монастыре школу рисования и росписи.
В 1925 году, после закрытия властями Новоспасского монастыря, был иеромонахом в Рыльском монастыре Курской епархии. С 1926 года — настоятель Маркова монастыря в Витебске в сане игумена. С 1927 года служил в Перми, где в 1929 году был настоятелем Феодосьевского храма, активно боролся против обновленческого движения. В том же году епископ Павлин (Крошечкин) возвёл его в сан архимандрита.

### Аресты, лагеря, ссылки
Осенью 1929 года был арестован. 3 января 1930 года приговорён к трём годам лишения свободы, работал на строительстве Березниковского химического комбината в Вишерских лагерях. В 1935 году был освобождён, жил в Калуге, Курске, Липецке, работал художником. Окормлял тайные православные общины.
27 декабря 1940 года вновь арестован, находился в тюрьме в Казани. 14 марта 1941 года приговорён к восьми годам лишения свободы. Срок отбывал в Туринском лагере на северо-востоке Свердловской области, неподалёку от Тавды. Вначале находился на общих работах на лесоповале, затем был лагерным художником в культурно-воспитательной части.
В августе 1948 года был досрочно освобождён, и направлен в ссылку в Кустанайскую область Казахстана, где вновь работал художником в промышленной артели, а затем сторожем в школе. Освобождён из ссылки в апреле 1956 года.
С 25 мая 1956 года — клирик Троицкого кафедрального собора в Перми.

### Настоятель Глинской пустыни
14 марта 1957 года назначен настоятелем Глинской пустыни. Находясь на этой должности, вступил в конфликт с собором старцев монастыря, которые первоначально поддерживали его как бывшего послушника пустыни. Так схиархимандрит Иоанн (Маслов), очевидец тех событий, вспоминал

в Глинской пустыни, обители истинно православной, он стал вводить западные, католические обычаи церковной жизни. Кроме того, после окончания вечернего богослужения о. Таврион зажигал свечи на престоле, открывал Царские врата, начинал читать акафисты и устраивал общенародное пение. Это противоречило уставу Глинской пустыни, в соответствии с которым после вечернего богослужения братия должна была безмолвно расходиться по кельям и исполнять келейное правило в тишине. <…> Отец Таврион приказал вынести Голгофу из храма в соседнюю с храмом комнату, ввёл при богослужении вместо строгих распевов Глинской пустыни партесное пение, никак не соответствующее всему аскетическому духу обители.

Одной из основных причин конфликта было нежелание настоятеля согласовывать свои решения с собором старцев — духовных наставников обители, которые были противниками каких-либо изменений. В этой ситуации священноначалие взяло сторону старцев и в январе 1958 года перевело архимандрита Тавриона в Почаевскую лавру.

### Служение в Уфимской и Ярославской епархиях
С 10 апреля 1959 года — секретарь Уфимского епархиального управления и настоятель Покровской церкви. Много проповедовал, участвовал в реставрации храма, для которого сам писал иконы, был знатоком народного пения. Противодействовал закрытию храмов.
В 1960 году кандидатура архимандрита Тавриона рассматривалась для возможной епископской хиротонии. Уфимский епископ Никон (Лысенко) дал ему такую характеристику:

Архимандрит Таврион Батозский как монах — смиренный, безукоризненно нравственный, благочестивый, богобоязненный, постник, молитвенник, к людским нуждам внимательный, чуткий, милостивый; как администратор — справедливо строгий, умело распорядительный, находчивый. Благодаря его умению, неустанным заботам и трудам были изысканы денежные средства, и по милости Божией, храм Покрова Пресвятыя Богородицы в г. Уфе восстановлен, благоукрашен.

Священный Синод одобрил кандидатуру архимандрита Тавриона, однако его активная деятельность вызвала недовольство властей. Они не только воспрепятствовали его хиротонии, но и, лишив регистрации, вынудили покинуть Уфимскую епархию.
С 1961 года служил в Ярославской епархии — сначала в селе Некрасово, а с 1964 года — в селе Новый Некоуз. Получил известность как духовник, к нему приезжали за советом и молитвенной поддержкой верующие из Ярославля, Москвы, Ленинграда, Перми, Уфы и других мест

### Духовник Спасо-Преображенской пустыни
С марта 1969 года — духовник Спасо-Преображенской пустыни Свято-Троицкого женского монастыря Рижской епархии, назначен по инициативе владыки Леонида (Полякова). Под его руководством и при активном участии в разрушавшейся обители был произведён ремонт, отреставрированы два храма, построены трапезная и кельи для паломников, которые уже с 1970 года стали посещать монастырь, приезжая из разных регионов страны. В летние месяцы в монастыре каждый день причащались до 150—200 человек. Старца посещали молодые люди, которых он готовил для рукоположения в священники.
Архимандрит Таврион много проповедовал. По воспоминаниям одной из его духовных чад,

старец стремился донести до сознания исповедников, что Бог смотрит на сердце человека, что в глубине сердца совершается покаяние. О. Таврион учил своих слушателей внимательно относиться к своей жизни, вникать в содержание Таинств христианской веры и жить этим содержанием. Он был непримиримым обличителем равнодушия, мелочности, формализма — удовлетворённости внешним, формальным исполнением молитвенного правила, поста… О. Таврион направлял человека к тому, чтобы он в глубине души поставил себя перед Богом. Он закладывал основы подлинной религиозной жизни, в которой нет места фальшивкам… Такая великая любовь была у старца к людям, что он стремился каждого накормить, утешить, исцелить.
Во время богослужений после чтения Евангелия перечитывал его по-русски и доходчиво толковал.
По свидетельству священника Олега Чекрыгина (впоследствии отрекшегося от православной церкви), архимандрит Таврион якобы с симпатией относился к католицизму и «служил и причащался вместе с изредка гостившим у него ксендзом, с которым они годы провели в заключении», оправдывая это тем, что «наши земные перегородки до Неба не доходят».
По убеждению игумена Евгения (Румянцева), вышеупомянутое предположение бывшего священника Олега Чекрыгина о том, что архимандрит Таврион «служил и причащался вместе с изредка гостившим у него ксендзом, с которым они годы провели в заключении», не соответствует действительности. Как это часто бывает, подобного рода слухи обрастают всякого рода догадками. На самом деле, известен факт, что на праздник Рождества Христова в Пустыньку приезжали два ксендза, с которыми архимандрит Таврион много лет провёл в лагерях рядом на нарах.
По свидетельству очевидцев, во время богослужения эти ксендзы стояли на солее в углу справа. Во время Великого Входа на Литургии их как бы оттесняли, так как солея небольшая, и они были видны молящимся.

## Отзывы
По словам игумена Евгения (Румянцева), архимандрит Таврион

так много пережил, столько испытаний выпало на его долю, что он имел своё понимание христианской жизни, без оглядки на чужое мнение. У него был дух апостольский, и этим своим духом он многих вдохновлял на служение Христу, на перемену жизни, на полное обновление. Люди избавлялись от ложного стыда, который не давал им верить, и от страха, удерживающего их от исповеди. И что особенно важно — он сплачивал людей в духовную семью, живущую единым устремлением к Богу. Это редкий дар.

Митрополит Антоний Сурожский об архимандрите Таврионе:
«… Мне вспоминается один человек сильного духа, который говорил мне о своих испытаниях. Это отец Таврион, тоже русский человек. Десять или пятнадцать лет тому назад я встретил его в Латвии, в маленькой Пустыньке, где он жил в одиночестве. Он сидел передо мной, человек моего поколения; в его глазах светились благодарность и изумление, и он мне сказал: „Вы себе не можете представить, как непостижимо добр Бог был ко мне! В период революции, когда священников не допускали ни в тюрьмы, ни в лагеря, Он избрал меня, не только недостойного, но совсем неопытного священника, и послал меня на служение туда, где была самая большая нужда. Меня арестовали, я год провёл в тюрьме и последующие двадцать шесть лет — в лагере, среди тех самых людей, которым я был нужен, которым был нужен Бог, был нужен священник…“ Всё, что он вынес из своих невзгод, — это безмерная благодарность Богу, Который избрал его, чтобы он был распят в жизнь другим….»
Протоиерей Владимир Волгин вспоминал:

Я несколько раз приезжал в Спасо-Преображенскую пустынь под Ригой, где отец Таврион был духовником в женской обители. Конечно, каждый старец обладает какими-то своими свойствами, да? В душе, в характере. Отец Таврион был невероятный труженик. Он собственными руками воздвигал кельи, дома, не гнушался никакой работой. В своё время и он просидел в тюрьмах и лагерях. Это был человек огненный, человек, растворяющийся в любви.
Отец Таврион был ежедневным совершителем Божественной литургии. Он по нескольку раз за службу выходил к народу с проповедью. Обычно он закрывал глаза и начинал её словами: «Чада мои! Какую любовь нам Господь явил!» Затем говорил краткое слово, преисполненное любви. Обычно в этих проповедях раскрывался его дар прозорливости, потому что каждый, кто стоял в храме, слышал ответ на свой вопрос.
Знаю то, что он болел тяжело, у него был рак. Знаю, что он отказался от операции и мужественно переносил боли (которые каждый болящий этой болезнью испытывает), с благодарностью к Богу и таким образом подготовил себя к отшествию из сего мира.
Таким мне запомнился отец Таврион. Он был жертвенным человеком. Всегда, когда мы от него уезжали, он выносил деньги нам «на дорожку». Эти деньги поддерживали нас ещё и по возвращении домой. Отец Таврион был человеком божественной любви, которая распространяется на весь мир, как по слову Христа: «Солнце светит и над добрыми, и над злыми».